# La grosse femme d'à côté est enceinte
 (octobre 2021).
Si vous disposez d'ouvrages ou d'articles de référence ou si vous connaissez des sites web de qualité traitant du thème abordé ici, merci de compléter l'article en donnant les références utiles à sa vérifiabilité et en les liant à la section « Notes et références ».
La grosse femme d'à côté est enceinte est un roman de Michel Tremblay paru en 1978.
Il s'agit du premier tome des Chroniques du Plateau Mont-Royal.

## Résumé
Le roman se déroule pendant une seule chaude journée, le 2 mai 1942, dans le quartier du Plateau Mont-Royal de Montréal. Une famille entoure une femme enceinte, la femme de Gabriel, fils de Victoire et frère d'Albertine (mère de Marcel et Thérèse), et d'Édouard, vendeur de chaussures obèse. La grosse femme est une grande lectrice qui adore lire des romans.
Trois mystérieuses femmes en train de tricoter, prénommées Rose, Violette et Mauve, semblent veiller sur la destinée de cette famille, rappellent les trois Parques et ouvrent le roman sur le fantastique.
Plusieurs voisins gravitent autour de la famille, dont les prostituées Mercedes et Béatrice, et une marchande, Marie-Sylvia, dont le chat se nomme Duplessis.
En raison de la chaleur exceptionnelle de cette journée, plusieurs personnages se croisent au parc La Fontaine où ils se sont rendus en quête d'un peu de fraîcheur. Certains échangent quelques ragots, d'autres des marques d'amitié ou d'inimitié. Lorsque le soir tombe, ils en reviennent en groupes pour rentrer dans leurs logis respectifs de la rue Fabre.

## Adaptation radiophonique
En 2002, le roman est adapté pour la radio, autour du personnage de la mère enceinte, dans une dramatique radiophonique intitulée Au tour de Nana, diffusée sur les ondes de Radio-Canada.